# Ion Sasu
Ion Sasu (n. 5 martie 1944, orașul Cugir, județul Alba) este un politician român, fost președinte al Partidului Socialist al Muncii și fost membru al Parlamentului României, din partea Partidului Social Democrat în legislatura 2004-2008. Din septembrie 2008 a aparținut de Partidul România Mare. În legislatura 2004-2008, Ion Sasu a fost membru în grupurile parlamentare de prietenie cu Republica Populară Chineză, Olanda și Siria. Din 2011 Ion Sasu este președintele Partidului Dreptății Sociale.